# دوره ششم مجلس خبرگان رهبری
دورهٔ ششم مجلس خبرگان رهبری یا خبرگان ششم در ۱ خرداد ۱۴۰۳ آغاز به کار کرد. دوره‌های خبرگان ۸ ساله است. انتخابات این دوره مجلس خبرگان در ۱۱ اسفند ۱۴۰۲ همراه با انتخابات دوره دوازدهم مجلس شورای اسلامی برگزار شد. این دوره ۸۸ نماینده دارد.

## هیئت رئیسه دوره ششم مجلس خبرگان
هیئت رئیسه دوره ششم شامل رئیس، دو نایب‌رئیس، دو منشی و دو کارپرداز:
- رئیس: محمدعلی موحدی کرمانی
- نایب‌رئیس اول: سید هاشم حسینی بوشهری
- نایب‌رئیس دوم: علیرضا اعرافی
- منشی اول: عباس کعبی
- منشی دوم: محسن اراکی
- کارپرداز اداری و مالی: محسن قمی
- کارپرداز فرهنگی: محمود رجبی

## پراکندگی کرسی‌ها
پراکندگی ۸۸ کرسی مجلس خبرگان رهبری در استان‌های ایران:
| استان | کرسی |
| --- | ---- |
| تهران | ۱۶   |
| خراسان رضوی، خوزستان                                                                                              | ۶    |
| اصفهان، فارس، آذربایجان شرقی                                                                                      | ۵    |
| گیلان، مازندران                                                                                                   | ۴    |
| آذربایجان غربی، کرمان                                                                                             | ۳    |
| اردبیل، البرز، سیستان و بلوچستان، قزوین، کردستان، کرمانشاه، گلستان، لرستان، مرکزی، همدان                          | ۲    |
| ایلام، بوشهر، چهارمحال و بختیاری، خراسان جنوبی، خراسان شمالی، زنجان، سمنان، قم، کهگیلویه و بویراحمد، هرمزگان، یزد | ۱    |